# Virachola isocrates
Virachola isocrates är en fjärilsart som beskrevs av Fabricius 1793. Virachola isocrates ingår i släktet Virachola och familjen juvelvingar. Inga underarter finns listade i Catalogue of Life.